# Erich Weinert
Erich Weinert (n. 4 august 1890 - d. 20 aprilie 1953) a fost un scriitor german, membru al Partidului Comunist German (KPD). 
Weinert s-a născut într-o familie cu viziuni politice social - democrate. După studiile primare și liceu, a participat la primul război mondial. După război, s-a mutat la Leipzig iar în 1929 a devenit membru al Partidului Comunist German. În 1933, Weinert și familia sa s-au exilat în protectoratul din Saar. În anii '30 a trăit la Paris și a ajuns în URSS. În timpul războiului civil din Spania, a fost membru al brigăzilor internaționale. 
După atacul Germaniei naziste asupra URSS-ului, Weinert s-a identificat cu cauza sovietică și a activat în aparatul de propagandă sovietic care încuraja militarii germani să dezerteze. Cel mai important rol politic pe care l-a avut, a fost cel de președinte la grupului de prizonieri germani care a fost organizat de sovietici după victoria de la Stalingrad: Comitetul Național Germania Liberă.
După terminarea celui de-al doilea război mondial, Weinert a revenit în Germania în funcția de vicepreședinte al administrației centrale pentru educația națională din zona ocupată de trupele sovietice, devenită din 1949 Republica Democrată Germană. Weinert și-a continuat activitățile, în ciuda bolilor de care suferea, până la moartea sa în 1953.